# Jesús Olalla
Jesús Olalla, španski rokometaš, * 15. julij 1971, Irun.
Leta 1996 je na poletnih olimpijskih igrah v Atlanti v sestavi švedske reprezentance osvojil bronasto olimpijsko medaljo; uspeh je ponovil še leta 2000. 